# Rock! Padre del beat/Il contadino
Rock! Padre del beat/Il contadino è il primo singolo discografico dei Ragazzi della via Gluck pubblicato nel 1967.

## Tracce
Lato A
1. Rock! Padre del beat (cover di Mambo Rock[3]) – 2:48 (testo: Luciano Beretta, Miki Del Prete – musica: Bickley Reichner, Jimmy Ayre e Mildred Phillips)

Lato B
1. Il contadino (cover di Hold On! I'm a Comin'[3]) – 2:23 (testo: Luciano Beretta, Michele del Prete – musica: David Porter e Isaac Hayes)

## Brani
Entrambi i brani sono cover con testo in italiano di canzoni in lingua inglese.